# Georg Bauch
Georg Bauch (* 7. September 1820 in Würzburg; † 14. September 1886 in Veitshöchheim) war ein deutscher Privatier und ab 1874 Reichstagsabgeordneter.
Bauch war katholisch und Privatier in Würzburg. Von 1874 bis 1877 war er Mitglied des Deutschen Reichstags für das Zentrum als Abgeordneter des Wahlkreises Unterfranken 5 (Schweinfurt-Ebern – Haßfurt). Bauch gehörte dem am 13. Dezember 1869 gegründeten überkonfessionellen, aber von Katholiken dominierten Würzburger Patriotischen Verein an und war Stellvertreter von dessen Vorsitzendem, dem Maurermeister Michael Stapf (1814–1875).